# بيتر بيلي (ممثل)
بيتر بيلي (بالدنماركية: Peter Belli)‏ هو مغني وممثل دنماركي، ولد في 19 يونيو 1943 في كيل في ألمانيا.

## وصلات خارجية
- الموقع الرسمي
- بيتر بيلي على موقع IMDb (الإنجليزية)
- بيتر بيلي على موقع ميوزك برينز (الإنجليزية)
- بيتر بيلي على موقع قاعدة بيانات الأفلام السويدية (السويدية)
- بيتر بيلي على موقع أول ميوزيك (الإنجليزية)
- بيتر بيلي على موقع ديسكوغز (الإنجليزية)
- بيتر بيلي على موقع قاعدة بيانات الفيلم (الإنجليزية)
- بيتر بيلي على موقع كينوبويسك (الروسية)